# Lai Thành
	Lai Thành		là một xã thuộc tỉnh Ninh Bình, Việt Nam.

## Địa lý
Trụ sở xã nằm cách phường Hoa Lư - trung tâm tỉnh lỵ Ninh Bình 25 km về phía Nam, có vị trí địa lý:
- Phía bắc giáp xã Yên Từ.
- Phía đông giáp xã Phát Diệm.
- Phía tây giáp xã Yên Mạc.
- Phía nam giáp xã Định Hóa, ngoài ra còn giáp với xã Nga An của tỉnh Thanh Hóa.

Xã Lai Thành	có diện tích:	22,07	km², 	dân số:	28.718	người, mật độ dân số: 	1301	người/km². 	
Đây là đơn vị có diện tích xếp thứ:	98	, số dân xếp thứ: 	77	và mật độ dân số xếp thứ: 	53	trong số 129 xã, phường ở Ninh Bình.
Xã này nằm trên Quốc lộ 10, 12B.

## Lịch sử
Đây là một xã thuộc vùng đồng bằng, có lịch sử hình thành từ việc khai mở đất hoang ven biển cùng với huyện Kim Sơn năm 1829.
Ngày 22 tháng 7 năm 1964, Bộ Nội vụ ban hành Quyết định số 199/QĐ-NV về việc đổi tên xã Công Trứ thành xã Lai Thành.
Theo Nghị quyết số 1674/NQ-UBTVQH15 ngày 16/6/2025 về sắp xếp các đơn vị hành chính cấp xã của tỉnh Ninh Bình năm 2025, Theo đó, sắp xếp toàn bộ diện tích tự nhiên, quy mô dân số của các xã Yên Lộc (huyện Kim Sơn), Tân Thành và Lai Thành thành xã mới có tên gọi là xã Lai Thành.

## Văn hóa
Lai Thành là địa danh có cửa biển Thần Phù, làng nghề cói Kim Sơn và là làng nghề rượu Kim Sơn. Lai Thành cũng có đền Vua Lê Đại Hành, tương truyền khi Ngô Nhật Khánh đưa Chiêm Thành tấn công thành Thiên Phúc ở đây bị bão dìm chết gần nơi này và xưa kia những người Trường Yên đi lập nghiệp tại đây đã mang theo truyền thống sinh hoạt ở cố đô Hoa Lư khi lập nên đền này.
Đây cũng là xã được công nhận Anh hùng lực lượng vũ trang nhân dân Lưu trữ ngày 15 tháng 3 năm 2016 tại Wayback Machine ở Ninh Bình.